# Diocesi di Baia (Moldavia)
La diocesi di Baia (in latino: Dioecesis Moldaviensis) è una sede soppressa della Chiesa cattolica.

## Storia
In seguito all'attività missionaria condotta a partire dal XIII secolo dagli Ordini mendicanti Francescani e Domenicani, nei territori dell'odierna Romania si svilupparono diverse comunità cattoliche di rito latino. Questo indusse la Santa Sede ad erigere delle sedi episcopali, in particolare a sud e ad est dei Carpazi, ossia in Valacchia ed in Moldavia, per lo più di durata effimera. Tra queste, la diocesi di Baia.
Baia, conosciuta in alcuni documenti medievali come civitas Moldaviensis (dal nome del fiume che l'attraversa), era un'antica città, che fonti del Trecento definiscono come la più grande città ad est dei Carpazi. Durante l'epoca di Ştefan cel Mare, fu, per un breve periodo, la capitale del principato di Moldavia.
Nel 1413 il re polacco Ladislao II, la cui figlia era andata in sposa ad Alexandru cel Bun principe di Moldavia, aveva chiesto all'antipapa Giovanni XXIII la fondazione di una diocesi nella città di Baia, dove v'era una comunità cattolica. Giovanni XXIII incaricò, con lettera del 7 agosto 1413, il vescovo di Kamienec di sondare il terreno e prendere le necessarie informazioni sull'opportunità di tale fondazione e sul domenicano Giovanni Ryza, che il re polacco proponeva come titolare della nuova sede; fu pure incaricato di procedere all'erezione della diocesi, alla consacrazione della cattedrale e del nuovo vescovo.
Non si conosce la data ufficiale di erezione della diocesi. Gli storici la comprendono tra novembre 1417, data di elezione al soglio pontificio di papa Martino V, che eresse la diocesi, e il 1420, anno in cui il vescovo Ryza scrisse al medesimo papa, definendosi come episcopus Moldaviensis. Secondo Carol Auner, la diocesi fu eretta nel 1418, e di fatto assorbì la precedente diocesi moldava di Siret.
A Giovanni Ryza si deve la costruzione della cattedrale dedicata a Maria Vergine (tra il 1417 ed il 1420), di cui oggi restano solo delle rovine. Baia infatti subì pesanti distruzioni ad opera prima del re ungherese Mattia Corvino (il 15 dicembre 1467), e poi del sultano Maometto II (nel 1476).
La decadenza e lo spopolamento di Baia contribuirono alla fine della diocesi, avvenuta alla morte dell'ultimo vescovo Michał Marynowski nel 1525.

## Cronotassi dei vescovi
- Jan Ryza, O.P. † (circa 1418 - 1438 deceduto)
- Piotr Grisper (o Cipser), O.P. † (30 aprile 1438 - 1457 deceduto)
- Jan Kemulem, O.F.M. † (8 luglio 1457 - 1472 deceduto)
- Piotr de Insula (Fenesi) † (29 marzo 1476 - 1484 deceduto)
- Szymon Dobriolanus † (14 novembre 1484 - 1497 deceduto)
- Tomasz Batscha, O.P. † (20 settembre 1497 - 1503)
- Michał Marynowski † (1510 - 1525 deceduto)